# Circuito de Rua de Punta del Este
O Circuito de Rua de Punta del Este é um circuito de rua localizado em Punta del Este, Uruguai. Corre ao longo do porto da cidade - apelidada de Monte Carlo da América do Sul.
O TC2000 argentino realizou três corridas em Punta del Este em 2007, 2008 e 2010.
A Fórmula E recebeu o ePrix de Punta del Este no local. A primeira edição foi realizada em 13 de dezembro de 2014, durante a temporada 2014–15. A pista tem 2,8 km de comprimento e possui 20 curvas.
Para a segunda temporada, o circuito foi ligeiramente modificado. A primeira curva foi alterada, em vez duma chicane direita-esquerda agora é esquerda-direita. A ideia por trás desta mudança é tornar a saída do pit lane muito mais segura do que no ano passado, onde os carros estavam saindo dos boxes na linha de corrida. Isso também reduziu ligeiramente o comprimento da volta para 2,785 km.

## Galeria

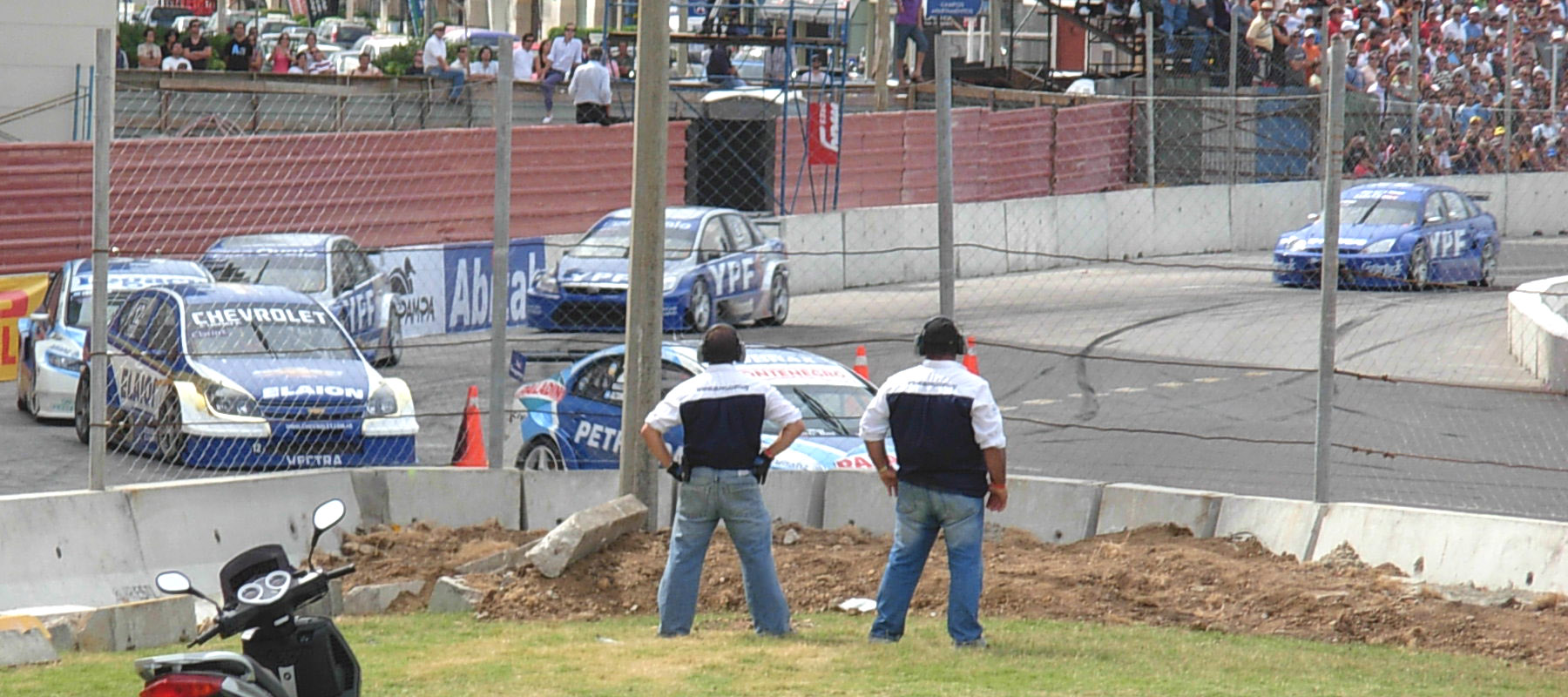
2010 - TC2000
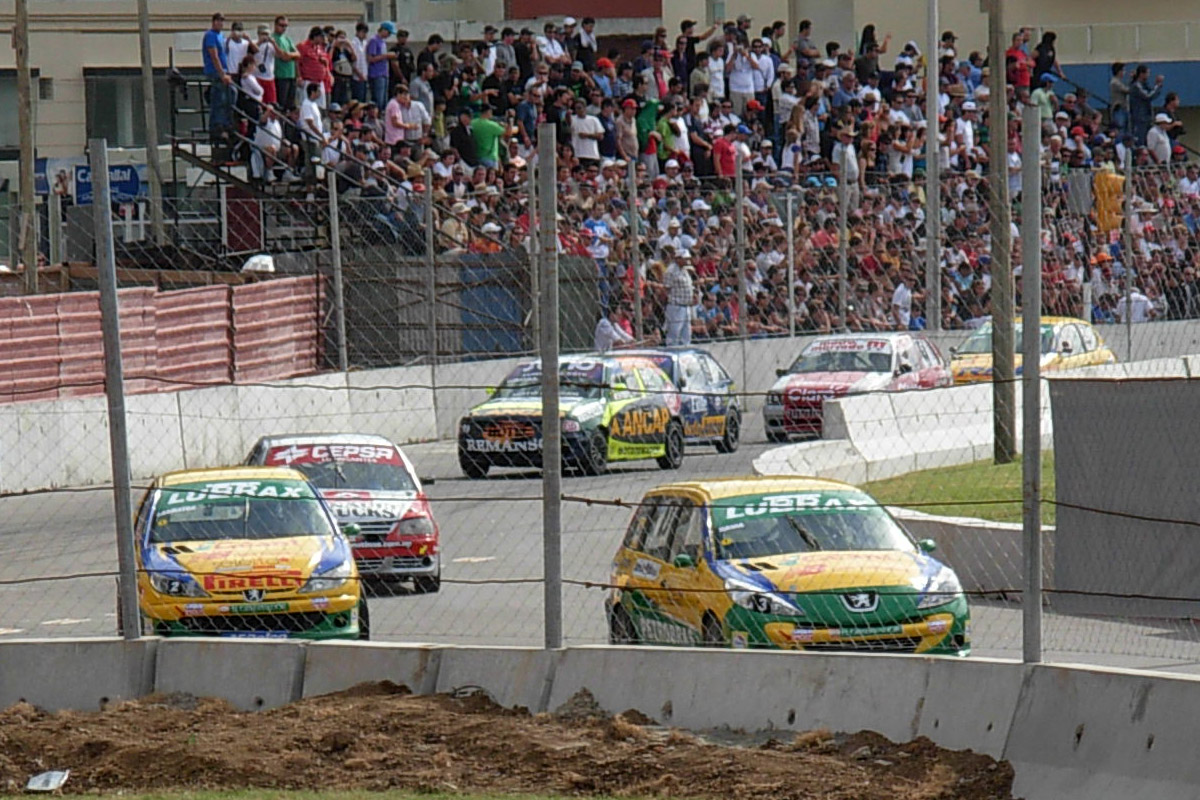
2010 - Superturismo
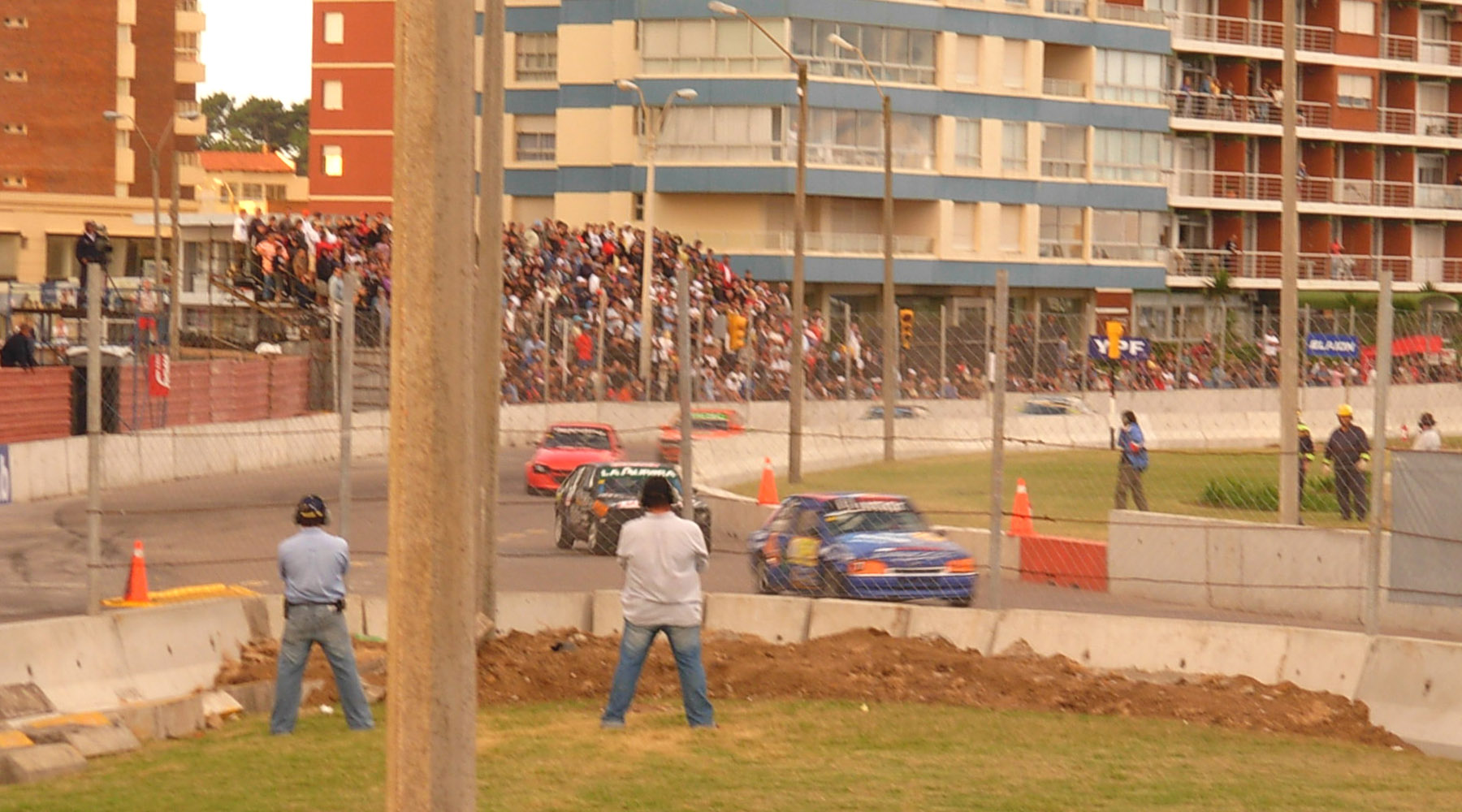
2010 - Turismo Libre
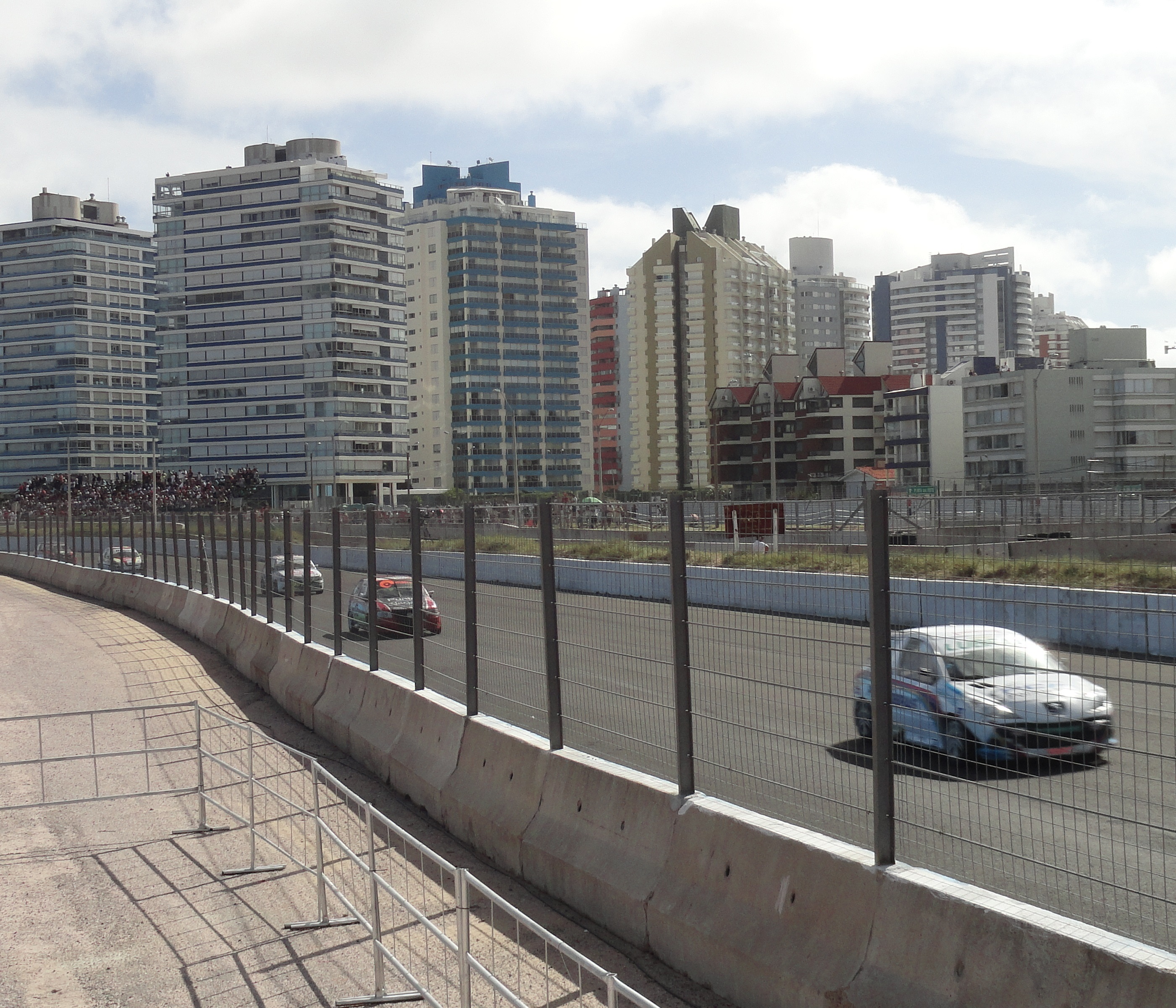
2014 - Superturismo
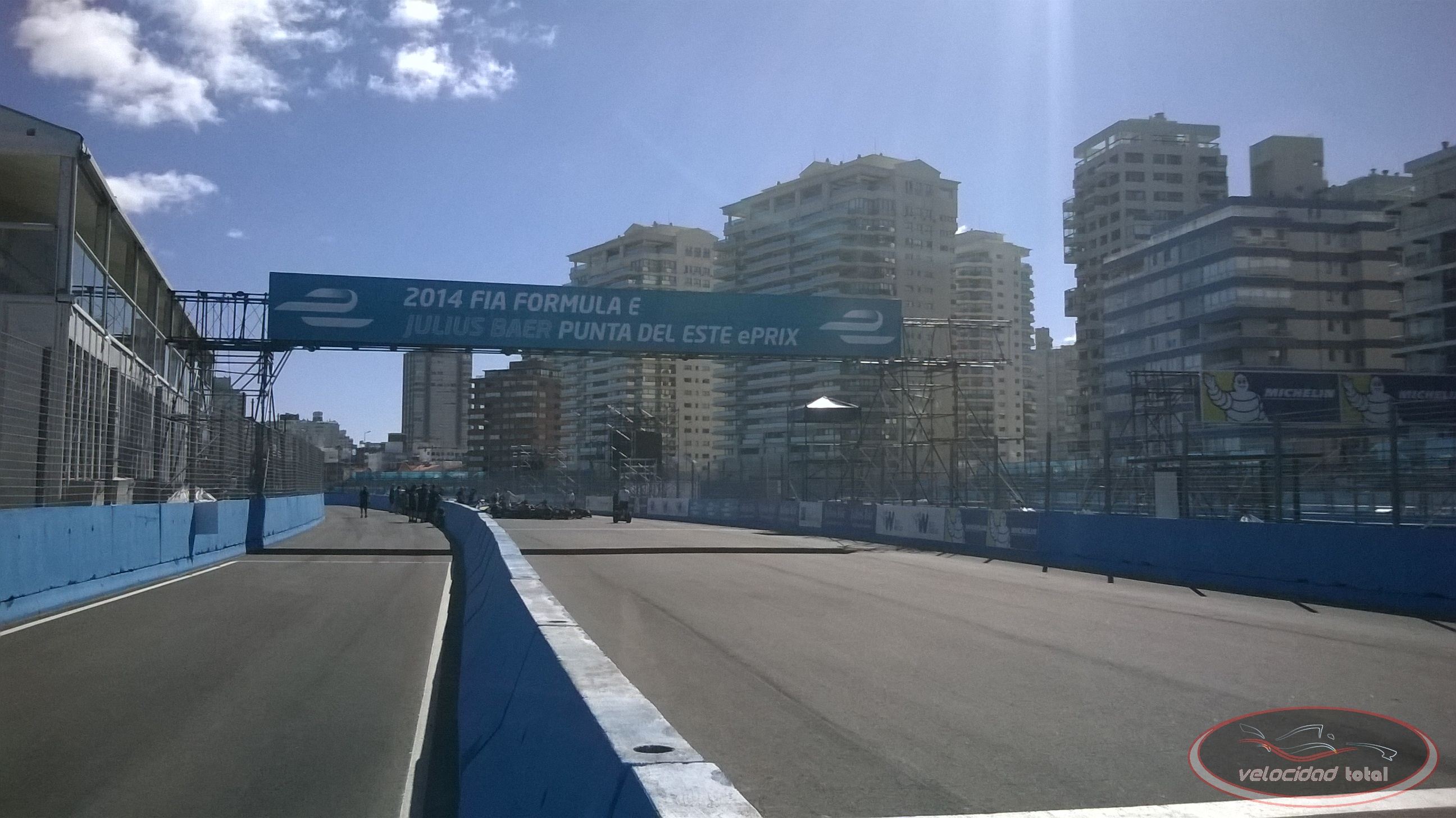
2014 - Fórmula E